# Андреев, Гавриил Андреевич (государственный деятель)
Гавриил Андреевич Андреев (24 марта 1888, деревня Высокое Новгородской губернии — 24 января 1946, Москва) — советский партийно-хозяйственный деятель.
Член РСДРП (меньшевиков-интернационалистов) с 1907 по 1918 год, член РКП(б) с 1918 года, матрос (машинист-кочегар) Балтфлота, с 1912 по 1917 год — слесарь-лекальщик Путиловского завода, с 28 февраля 1917 года — член Петроградского совета солдатских и рабочих депутатов (Петросовета), с 1918 года — представитель Москвы и Петрогубкоммуны в нескольких губерниях и Республиках, с 1921 года — особоуполномоченный по заготовке продовольствия и губпродкомиссар, с 1923 года — Уполномоченный АО «Хлебопродукт» в 5 областях, с 1929 года - директор 10-ти заводов, профсоюзный деятель. Государственных наград не имел.

## Биография

### До Февральской революции
| 1902—1905                | ученик слесаря в механической мастерской, г. Петроград                                                                                |
| 1906—1908                | слесарь и кочегар на кожевенном заводе Гибнера, г. Петроград                                                                          |
| октябрь 1910- июль 1912  | Балтийский флот, кочегар на броненосце «Император Павел I» . Списан на берег 25 июля 1912 года после восстания моряков на броненосце. |
| сентябрь 1913-июль 1914  | слесарь-котельщик на Путиловском заводе, г. Петроград (мастерские «Оборудование», «Котельная»)                                        |
| июль 1914-сентябрь 1915  | призван 23 июля 1914 года на военную службу, кочегаром ледокола «Царь Михаил Федорович»                                               |
| сентябрь 1915- март 1918 | слесарь мастерских «Судостроительная» и «Турбинная» на Путиловском заводе                                                             |

### После Февральской Революции
| август 1917                      | член коллегии комитета по продовольствию Петергофского и Нарвского района г. Петроград |
| с сентября 1917 по сентябрь 1918 | член комитета по продовольствию Петроградского района. Занимался организацией общественного питания. В качестве члена Петросовета принял непосредственное участие в «подавлении восстания царских генералов на Петроград, это Краснов, Духонин, Шкуро и др., а также будучи командиром отряда Красной гвардии принял участие в свержении Временного правительства и вооруженного захвата Советской власти». В 1918 году принял участие в подавлении эсеровского восстания. |
| с сентября 1918                  | Представитель Москвы и Петрограда в Вятке, одновременно ЗамГубпродкомиссара в Вятке |
| с мая по октябрь 1919            | Уполномоченный Петрокоммуны в Харькове и Одессе. Был в плену у Петлюры. «Будучи представителем Петрокоммуны на Украине под давлением войск Деникина и французской армии отступал, был ранен и контужен. Был отправлен в Петроград, по прибытии в который началось наступление генерала Юденича». |
| с января 1920                    | После ликвидации войск Юденича был направлен в г. Оренбург от Петрокомунны. Член Коллегии Губхлебфуража. Член комиссии по организации недели «Хлеба и Сена» в Тургайской области В марте 1920 на Губернском Съезде Советов был избран членом Губкома в должности Губпродкомиссара. |
| с августа 1920                   | - член коллегии Кубано-Черноморского областного Продовольственного Комитета Трудовой Армии Кавказа, г. Екатеринодар |
| сентябрь 1920 по 19 апреля 1921  | ОренТургубпродкомиссар г. Оренбург |
| апрель 1921                      | член коллегии Ставропольского губпрода |
| с июля 1921 по март 1922         | Представитель Петрогубкоммуны в Туркестанской и Бухарской республиках. Уполномоченный Правления Петрогобкоммуны. Председатель Облпродсовета (Областного продовольственного совещания)в Самарканде |
| с марта 1922 по август 1922      | после ликвидации облпросовещания ЗамОблпродкомиссара в Сыр-Дарьинской области. ЗамОблпродкомиссара в Ташкенте |
| с сентября 1922 по июнь 1923     | Губпродкомиссар в Вологде, Председатель Вологодской губернской продовольственной комиссии |

### НЭП и после
| с августа 1923 — август 1925 | - После ликвидации продаппарата Губернии Постановлением ЦК РКП(б). и Правления А/О Хлебопродукт (Акционерное общество торговли хлебными и другими сельскохозяйственными продуктами «ХЛЕБОПРОДУКТ») был назначен Уполномоченным Правления по Ярославской, Вологодской и Череповецкой губерниям. Председатель Биржевого Комитета Ярославской Товарной биржи |
| июль 1925 — октябрь 1927     | - Уполномоченный Правления А/О Хлебопродукт по Тульской Губернии, заведующий Тульским отделением Общества |
| октябрь 1927 — июнь 1929     | - после ликвидации А/О Хлебопродукт Тульским губкомом ВКП(б) был назначен Управляющим «ТУЛАСПИРТТРЕСТ» |
| июль 1929 - февраль 1930     | - с организацией Московской области решением ВСНХ и оргбюро МК ВКП(б) был переведен в г. Москву Управляющим винокуренным трестом Центральной области. Заместитель Управляющего Московским Областным Трестом Винокуренной Промышленности «МОСВИНТРЕСТ». |
| февраль 1930 - март 1931     | - Зам. Директора- Директор завода Владимира Ильича Республиканского треста среднего машиностроения «Машинотреста», |
| март 1931 - ноябрь 1932      | - Директор экспериментального завода № 10 треста «Текстильмаштрест» |
| октябрь 1932 - апрель 1933   | - Директор завода № 7 им. 1-го Августа «Текстильмаштрест», Всесоюзного Объединения Промышленности искусственного волокна |
| октябрь 1932 — апрель 1933   | - Ленинский Райсовет г. Москвы |
| апрель 1933                  | - Райуполкомзаг СНК Комитета по заготовкам продуктов при СНК СССР в Плавском районе Московской области |
| апрель 1934 г                | - Президиум Коломенского Райисполкома Московской области, Райуполкомзаг СНК Комитета по заготовкам продуктов при СНК СССР в Коломенском районе Московской области. освобожден по болезни |
| декабрь 1934 г               | - член Президиума ЦК Союза Строителей Тяжелой Промышленности Центра и ЮГА. |
| май 1935                     | - Директор завода № 9 (7) «МЕТАЛЛАМП» Московского Государственного Треста Металлической Промышленности «МОСГОРМЕТ» |
| январь 1936                  | - Директор завода Ростокинского механического завода треста «Союзстроймеханизация» |
| сентябрь 1939                | - Директор завода им. XIV Годовщины Октября Главного Управления Медико-инструментальной промышленности Наркомата Здравоохранения СССР г. Можайск. |
| октябрь 1941                 | - Завод эвакуировали в Казань. Директор Казанского опытного завода |
| февраль 1941 года            | - Направлен в г. Можайск для восстановления завода им. XIV Годовщины Октября |
| январь 1942 г                | - Директор завода «ХОЗПРЕДМЕТ» треста Местной промышленности |
| май 1942 г                   | - Управляющий конторой «Мосстроймеханизация», одновременно Директор ремонтно-механического завода «Строймеханизация» |
| июль 1942 г                  | - Директор Ростокинского механического завода треста «Главстроймеханизация» Наркомата по Строительству СССР |
| сентябрь 1944 г              | - Зам. начальника союзной конторы «Главмединструментпрома» Наркомата Здравоохранения |
| март 1945                    | - директор Репьевского крупзавода № 10 Сталинградской Областной конторы Всесоюзного объединения «Центрзаготзерно» |

## Образование
| 1900-1902 | - три класса сельской церковно-приходской школы г. Старая Русса                           |
| 1907-1910 | - незаконченное Ремесленное училище без отрыва от производства,                           |
| 1935-1939 | - Московский Механико-Машиностроительный Институт Повышения Квалификации Хозяйственников. |

## Выборные должности
C февраля по декабрь 1917 года — член Петроградского совета солдатских и рабочих депутатов (Петросовета), Нарвский район от Турбинного цеха Путиловского завода.

1920 год — член Оренбургского Совета Рабочих и Красноармейских депутатов VII созыва.

1923 год — член Вологодского Губернского Исполнительного Комитета Советов Рабочих, Крестьянских и Красноармейских депутатов.

1923 год — кандидат в члены Вологодского Губернского Комитета РКП(б)

1928 год — член Тульской Губернской Контрольной Комиссии.

## Интересные факты
В 1937 году, когда были арестованы Георгий Петрович Судаков-Билименко и его жена Вера Михайловна Турова, он оформил опекунство над их детьми — Стеллитой (8 лет) и Инессой Туровыми (1 год), с которыми вместе прожил до собственной смерти в январе 1946 года.